# Piney Creek (Clarion River)
Der Piney Creek ist ein etwa 36 Kilometer langer linker Nebenfluss des Clarion River im Clarion County im Nordwesten des US-Bundesstaates Pennsylvania. Er durchfließt die Townships Limestone, Monroe sowie Piney und entwässert dabei ein Gebiet von rund 187 Quadratkilometer.

## Verlauf
Der Fluss entspringt südwestlich von Corsica im Limestone Township und fließt vorwiegend in nordwestliche Richtung durch ein hügeliges und waldiges Gebiet, wobei er Limestone und Reidsburg passiert. Er unterquert nun die Pennsylvania State Route 2007 und mündet von links in den Clarion River. Die wichtigsten Zuflüsse sind der Little Piney Creek und der Brush Run, welche beide von rechts zufließen.